# (73819) Isaootuki
(73819) Isaootuki est un astéroïde de la ceinture principale.

## Description
(73819) Isaootuki est un astéroïde de la ceinture principale. Il fut découvert le 16 novembre 1995 à Nanyo par Tomimaru Okuni. Il présente une orbite caractérisée par un demi-grand axe de 2,40 UA, une excentricité de 0,15 et une inclinaison de 3,0° par rapport à l'écliptique.

## Compléments